# Desmoncus stans
Desmoncus stans là loài thực vật có hoa thuộc họ Arecaceae. Loài này được Grayum & Nevers mô tả khoa học đầu tiên năm 1988.